# Александер Пејн
Константин Александер Пејн (енгл. Constantine Alexander Payne; Омаха, 10. фебруар 1961) амерички је филмски редитељ, сценариста и продуцент. Познат је по својим сатиричним приказима савременог америчког друштва. Пејн је добио бројна признања, укључујући два Оскара, БАФТА награду и два Златна глобуса, као и номинацију за награду Греми.
Након што је режирао неколико кратких филмова, Пејн је редитељски дебитовао са црном комедијом Грађанин Рут (1996). Његова каријера напредовала је са политичком сатиром Избори (1999), за коју је номинован за Оскара за најбољи адаптирани сценарио, и комедијом-драмом О Шмиту (2002). Пејн је два пута освојио Оскара за најбољи адаптирани сценарио за сценаристички рад на филмовима које је режирао Странпутице (2004) и Потомци (2011). Такође је био номинован за Оскара за најбољу режију за ова два филма као и за драму Небраска (2013). Од тада је режирао комедије-драме Смањивање (2017) и Бартонова академија (2023).

## Младост и образовање
Пејн је рођен у Омахи, Небраска, од породице Пеги и Џорџа Пејна, власника ресторана. Он је најмлађи од три сина и одрастао је у насељу Данди. Он је грчког порекла. Пејнов деда по оцу, Николас "Ник" Пејн, англизирао је презиме из изворног Пападопулос. Његова породица потиче из три области у Грчкој: острва Сирос, Ливадија и Егио. Његов деда је био оснивач кафеа Вирџинија, а Пејнов отац је преузео ресторан. Пејн је тамо редовно одлазила као дете. Ресторан је уништен у пожару 1969. године; касније је на том месту изграђена библиотека. Пејнова бака по оцу, Клара Пејн (рођена Хофман), била је из немачке породице из Небраске из Линколна, Небраска.
У Омахи, Пејн је похађао школу Браунел-Талбот, основну школу Данди и средњу средњу школу Луис и Кларк. Завршио је Creighton Prep за средњу школу 1979. На Преп-у, Пејн је писао хумористичку колумну за средњошколске новине и био је уредник средњошколског годишњака. Пејн је затим похађао Универзитет Станфорд, где је дипломирао шпански језик и историју. Једно време је студирао на шпанском Универзитету у Саламанци, што је био сегмент његових студија шпанског. Касније је живео неколико месеци у Медељину, Колумбија, где је објавио чланак о друштвеним променама између 1900. и 1930. Пејн је добио МФА 1990. године на UCLA Film School.
Шездесетих година ХХ века, Пејнов отац је добио Super 8mm пројектор од Крафт Фудса као награду за лојалнт, и предагао га је сину када је Александар имао око 14 година.

## Филмографија

### Кратки филмови
| Година | Наслов              | Редитељ | Сценариста | Продуцент | Напомене                 |
| ------ | ------------------- | ------- | ---------- | --------- | ------------------------ |
| 1985.  | Кармен              | Да      | Да         | Не        |                          |
| 1990.  | Страдање по Мартину | Да      | Да         | Да        |                          |
| 2006.  | 14e arrondissement  | Да      | Да         | Не        | Сегмент Paris, je t'aime |

### Дугометражни филмови
| Година | Наслов              | Редитељ | Сценариста | Продуцент |
| ------ | ------------------- | ------- | ---------- | --------- |
| 1996.  | Грађанин Рут        | Да      | Да         | Не        |
| 1999.  | Избори              | Да      | Да         | Не        |
| 2002.  | О Шмиту             | Да      | Да         | Не        |
| 2004.  | Странпутице         | Да      | Да         | Не        |
| 2011.  | Потомци             | Да      | Да         | Да        |
| 2013.  | Небраска            | Да      | Не         | Не        |
| 2017.  | Смањивање           | Да      | Да         | Да        |
| 2023.  | Бартонова академија | Да      | Не         | Не        |

### Телевизија
| Година | Наслов  | Редитељ | Извршни продуцент | Епизода   |
| ------ | ------- | ------- | ----------------- | --------- |
| 2009.  | Обдарен | Да      | Да                | Пилот еп. |